# Adolf von Brudermann
Adolf von Brudermann (německy Adolf Rudolf Theodor Ritter von Brudermann) (2. června 1854 Vídeň – 16. října 1945 Vídeň) byl rakousko-uherský generál. Do c. k. armády vstoupil jako absolvent vojenské akademie v roce 1874, později se uplatnil především jako dlouholetý instruktor jezdectva. Za první světové války byl velitelem armádního jezdeckého sboru na východní frontě (1916–1917). V roce 1917 dosáhl hodnosti generála jezdectva.

## Životopis

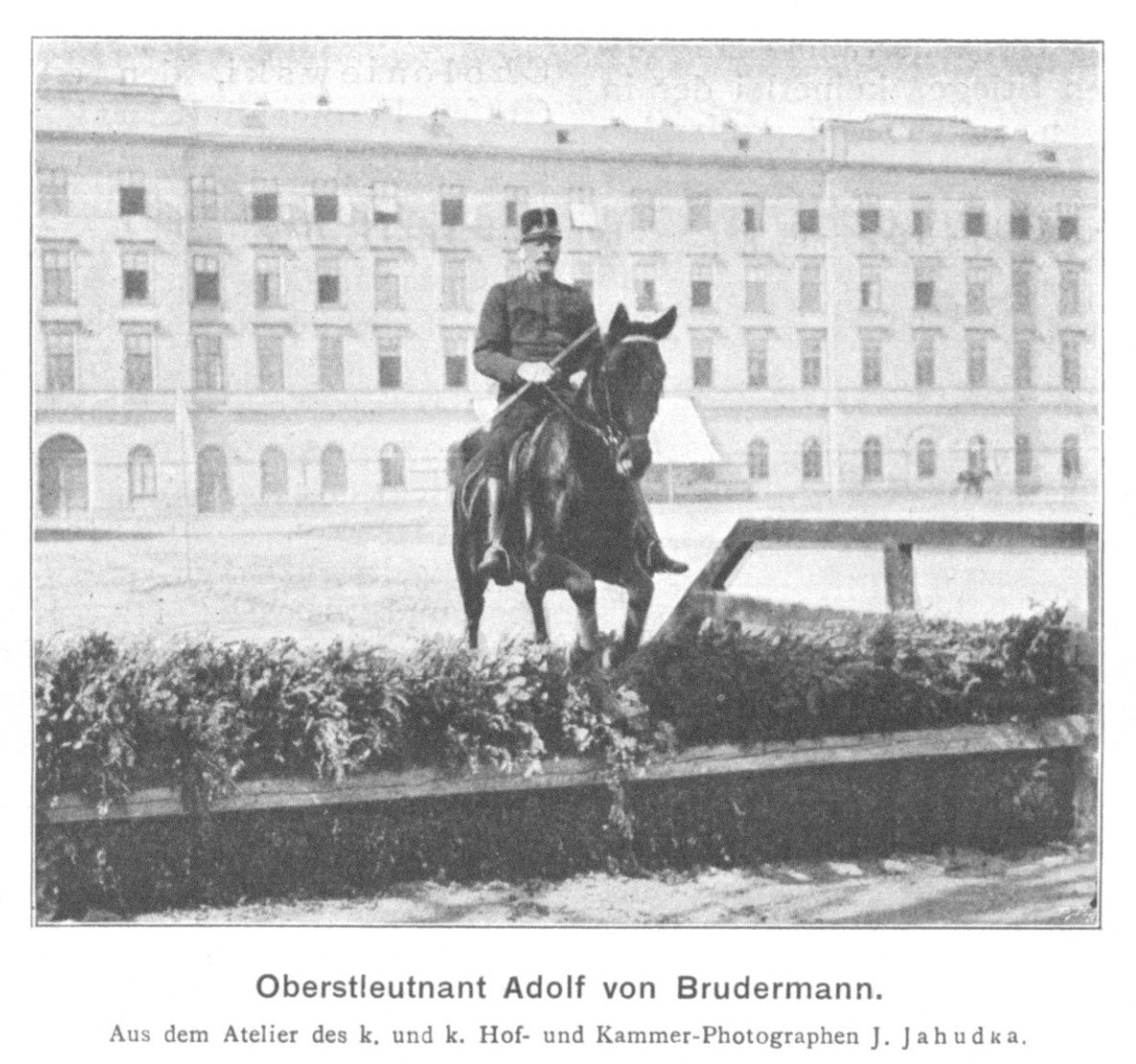
Podplukovník Adolf von Brudermann jako instruktor jezdecké školy ve Vídni

Pocházel z rodiny s vojenskou tradicí, narodil se jako mladší syn c. k. generálmajora Rudolfa Brudermanna (1810–1889), který vynikl především jako odborník na chov a výcvik koní. První vojenský výcvik získal na kadetní škole v Mariboru, poté studoval na Tereziánské vojenské akademii ve Vídeňském Novém Městě. Po absolvování akademie nastoupil službu jako poručík (1874) u hulánského pluku č. 1 v Šoproni. V roce 1879 byl povýšen na nadporučíka a později se uplatnil především jako pedagog na Vojenské jezdecké škole (Militär Reitlehrer Institut) ve Vídni, kde působil v letech 1890–1904. Mezitím postupoval v hodnostech (kapitán 1890, major 1897, podplukovník 1900).

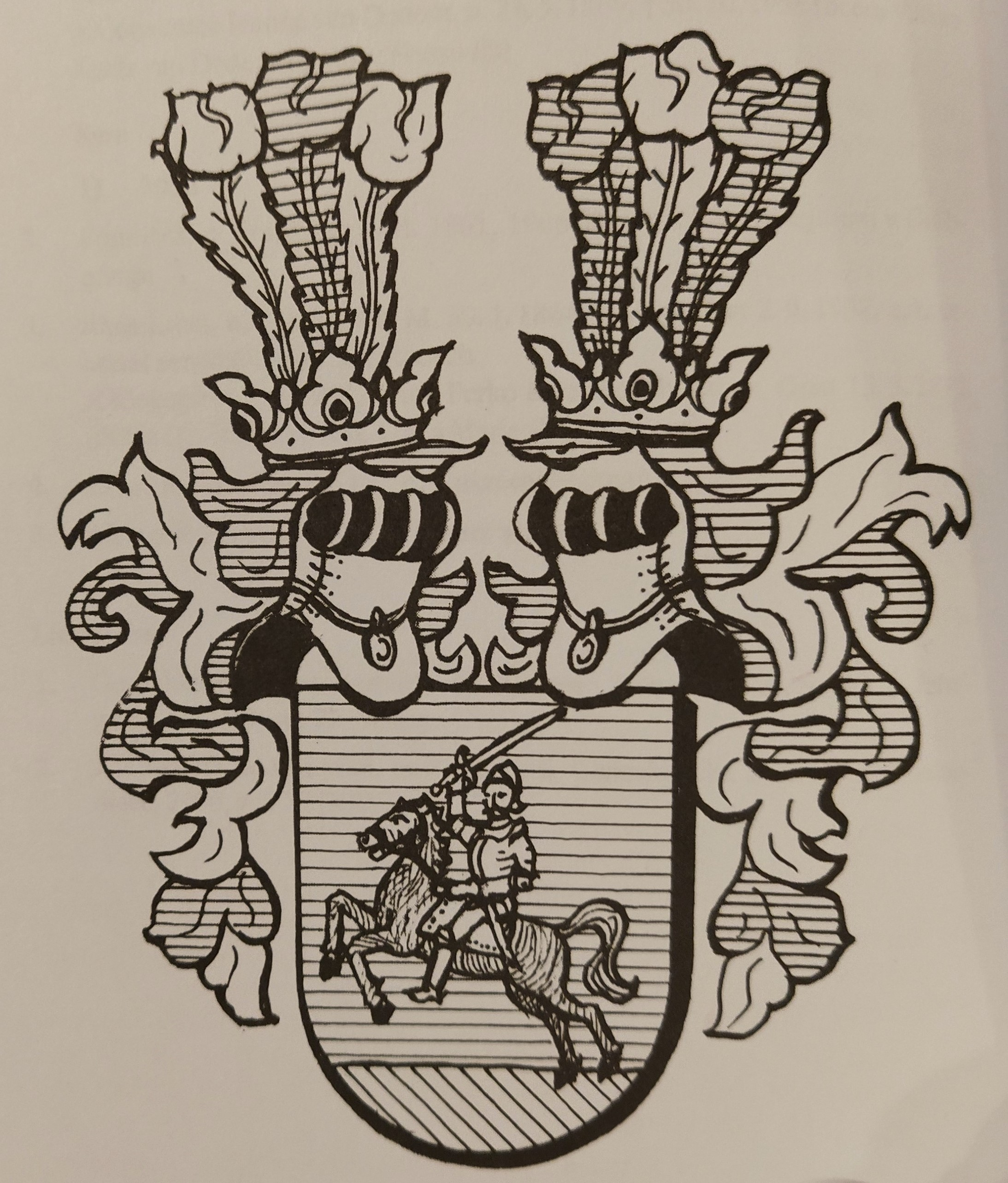
Erb rodu von Brudermann

V roce 1904 byl povýšen na plukovníka, stal se velitelem 2. hulánského pluku a tím skončila jeho dlouholetá kariéra jezdeckého instruktora. U hulánského 2. pluku v Tarnówě setrval šest let (1904–1910), následovalo povýšení na generálmajora (1910) a post velitele jezdecké brigády v Mariboru (1910–1913). K datu 1. října 1913 byl povýšen do hodnosti polního podmaršála a převzal velení 3. jezdecké divize ve Vídni.
Na začátku první světové války byl stále velitelem jezdecké divize ve Vídni, která byla odvelena východní frontu. Z 3. divize a připojených jednotek byl v červnu 1916 vytvořen Brudermannův jezdecký sbor, který však utrpěl značné ztráty a již v srpnu 1916 byl rozpuštěn. V říjnu 1916 byl sbor znovu zformován pro boje v Karpatech proti rumunské armádě podpořené částí ruské armády. Brudermannův sbor byl složen z jezdectva i pěchoty o celkové síle přibližně 5 500 vojáků, jezdců z toho byla jen polovina. Koně byli v této fázi války využívání již jen pro rychlé přesuny, nikoli pro samotnou účast v boji. Jezdecký sbor se zúčastnil bojů o průsmyk Tulgheș, sám Brudermann ale již v listopadu 1916 požádal o uvolnění z aktivní služby ze zdravotních důvodů. Vrátil se do Vídně, kde byl jmenován inspektorem záložních jednotek jezdectva a k datu 1. srpna 1917 obdržel hodnost generála jezdectva.
V armádě byl formálně penzionován 1. ledna 1919 a od té doby žil v soukromí ve Vídni, kde se příležitostně zúčastňoval akcí válečných veteránů. Zemřel ve Vídni až po skončení druhé světové války a je pohřben na vídeňském Centrálním hřbitově.

## Tituly a ocenění
Od dětství užíval šlechtický titul rytíře udělený jeho otci v roce 1858. V roce 1918 byl jmenován c. k. tajným radou s nárokem na oslovení Excelence. Během vojenské kariéry získal řadu vyznamenání v Rakousku-Uhersku i v zahraničí.

### Rakousko-Uhersko
- Vojenský záslužný kříž III. třídy (1894)
- Jubilejní pamětní medaile (1898)
- Vojenská záslužná medaile (1904)
- Řád železné koruny III. třídy (1908)
- Vojenský jubilejní kříž (1908)
- Řád železné koruny II. třídy s válečnou dekorací (1914)
- Vojenský záslužný kříž II. třídy s válečnou dekorací (1915)
- rytířský kříž Leopoldova řádu s válečnou dekorací (1916)

### Zahraničí
- rytířský kříž Řádu Albrechtova (Sasko, 1888)
- Řád pruské koruny III. třídy (Německo, 1893)
- Řád bílého slona IV. třídy (Siam, 1898)
- Řád červené orlice II. třídy (Německo, 1898)
- rytířský kříž Nasavského domácího řádu zlatého lva (Nizozemsko, 1904)
- rytířský kříž Řádu italské koruny (Itálie, 1904)
- Řád pruské koruny I. třídy (Německo, 1914)
- Železný kříž II. třídy (Německo, 1915)
- velkokříž Řádu Albrechtova (Sasko, 1918)

## Rodina
V roce 1886 se v Bielsku oženil s Amálií Strzygowskou (1868–1951), dcerou haličského továrníka Józefa Strzygowského a sestrou polského spisovatele a historika Józefa Strzygowského (1862–1941). Z jejich manželství se narodily čtyři děti, nejmladší byl jediný syn Rudolf (1901–1978), který byl lesníkem. Z dcer byla nejstarší Gisela (1886–1970), která se provdala do starého českého šlechtického rodu, byla manželkou hraběte Otakara Dobřenští z Dobřenic (1871–1952). Další dcera Alice (*1889) byla manželkou c. k. rytmistra barona Wilhelma Hipssiche, nejmladší Marie (*1890) měla za manžela lékaře MUDr. Alfonse Königswiessera (1891–1958).
Adolfův mladší bratr Rudolf von Brudermann (1851–1941) byl také rakousko-uherským generálem a velitelem na východní frontě na začátku první světové války.